# Telecomandament
El telecomandament o telecontrol consisteix en l'enviament d'indicacions a distància mitjançant un enllaç de transmissió (per exemple, a través de cables, ràdio, adreça IP…), emprant ordres enviades per controlar un sistema o sistemes remots que no estan directament connectats al lloc des d'on s'envia el telecomandament. La paraula ve de dues arrels tele  = distància (grec), i commandament = encomanar/comandar (llatí). Els sistemes que necessiten mesurament remot i report d'informació d'interès per al dissenyador del sistema o l'operador han d'emprar la contrapartida del telecomandament, la telemesura. El telecomandament es pot fer en temps real o no depenent de les circumstàncies, com era el cas del Marsokhod.

## Exemples
- Guiatge a distància d'armes o míssils.
- El control d'un satèl·lit des d'una estació terrestre.
- El control dels telescopis de La Sagra des de l'OAM.[2]
- Fer volar un avió controlat per ràdio.
- Control des del sofà de: un televisor, l'aire condicionat, els llums, les finestres, etc.

## Transmissió i recepció d'ordres
- Emissió:Perquè un telecomandament (TC) sigui eficaç, ha de ser empaquetat en un format preestablert (que pot seguir una estructura estàndard), i s'ha de modular sobre una ona portadora que després es transmet amb la potència adequada per al sistema remot.
- Recepció:El sistema de control remot ha de descodificar el senyal digital de la portadora, llavors decodificar el telecomandament (TC), i executar-lo. La transmissió de l'ona portadora pot ser per ultrasons, per mitjans electromagnètics per infrarojos per cable o per qualsevol altre mitjà.

## Temps real
No sempre el telecomandament es pot fer en temps real, com és el cas d'una sonda espacial. Per exemple, els astromòbils Lunokhod 1 i Lunokhod 2 tenien "telecomandament", en canvi, els astromòbils que aterren en cossos celestes llunyans de la Terra - tal com els astromòbils exploradors del planeta Mart - no poden ser controlats remotament en temps real perquè tot i que els senyals de ràdio viatgen a la velocitat de la llum triguen massa temps a arribar al seu destí per aconseguir comunicacions d'aquest tipus. Tanmateix, aquests robots són capaços d'operar de manera autònoma però amb un control en temps diferit des de la terra.

## Noves aplicacions de telecomandament
Sovint, alguns dels nous petits avions i helicòpters a control remot estan incorrectament anunciats com dispositius de ràdio control (vegeu emissora de control remot), ja que estan controlats mitjançant transmissió infraroja o guiatge electromagnètic. Però en canvi sí que es poden incloure ambdós sistemes dins de l'apartat de telecomandament, com també s'hi poden incloure els que funcionen via cable o mitjançant una adreça IP d'una xarxa privada (vegeu Parrot AR.Drone) o fins i tot d'internet.

## Xifratge
Per evitar l'accés no autoritzat al sistema remot, es pot emprar algun tipus de xifratge o un secret de clau compartida.